# Донат (имя)
Дона́т — мужское имя латинского происхождения; восходит к лат. donatus — «подаренный», «отданный».
В христианском именослове имя Донат соотносится прежде всего со святителем Донатом († ок. 387), епископом города Эврии (или Эврои, Эпир), жившим в царствование императора Феодосия Великого и прославившимся как чудотворец. 

## Именины
Православные именины (даты даны по григорианскому календарю):
- 14 марта, 13 мая, 19 мая, 14 октября, 4 июня, 17 июля, 24 августа